# Viktor Alonen
Viktor Alonen (Viljandi, 21 maart 1969) is een voormalig profvoetballer uit Estland, die speelde als verdediger of verdedigende middenvelder. Hij beëindigde zijn loopbaan in 2011 bij Türi Ganvix.

## Interlandcarrière
Alonen kwam in totaal 71 keer (nul doelpunten) uit voor de nationale ploeg van Estland in de periode 1992-2001. Hij maakte zijn debuut onder leiding van bondscoach Uno Piir in de eerste officiële interland van het Baltische land sinds de onafhankelijkheid van de Sovjet-Unie: een vriendschappelijk duel op 3 juni 1992 tegen Slovenië (1-1) in Tallinn. Hij viel in dat duel na 86 minuten in voor Risto Kallaste.

## Erelijst
FC Flora Tallinn
- Meistriliiga

1994, 1995, 1998 (1), 1998 (2), 2001
- Beker van Estland

1995, 1998